# Altaicyathus notabilis
Altaicyathus notabilis — вид археоціат, своєрідної групи вимерлих осілих тварин, що існували у кембрії (516-513 млн років тому). Викопні рештки тварини знайдено в Росії (Алтайський край), Італії (острів Сардинія) та США.

## Опис
Кубок від конічної до напівсферичної форми. В інтерваллюмі розташовані пористі опуклі днища та вертикально орієнтовані, перпендикулярні до
днищ стрижі. Зовнішня стінка утворена продовженням днищ, внутрішня стінка – виразна. Іноді присутня пухирчаста тканина. Форми поодинокі, рідше колоніальні.